# 湖州站
湖州站是宣杭铁路、宁杭客运专线和合杭高速铁路上的一座车站，位于中华人民共和国浙江省湖州市吴兴区西塞山东侧。车站目前办理宁杭客运专线、合杭高速铁路与沪苏湖高速铁路列车的客运业务，是湖州地区主要客运车站；而湖州东站则为辅助客站。

## 历史
车站前身为宣杭铁路的湖州南站，于1996年5月1日建成启用，以替代原湖州站（现湖州西站）的客运业务。当时车站站房面积1620平方米，其中候车室770平方米，站场设有2个客运站台和2个货运站台:259。
2008年编修的《中长期铁路网规划》中，计划在湖州地区兴建宁杭客运专线、沪苏湖铁路等三条线路，湖州政府决定在既有湖州南站原址新建综合交通枢纽。为配合改造，湖州南站于2009年9月21日停办客运业务，原客运功能改由长兴站（现长兴南站）承担。湖州南站于2010年11月1日更名为湖州站，同时原湖州站更名为湖州西站。新湖州站于2010年8月31日开工，2013年7月1日随宁杭客运专线开通而投入使用:259。
目前车站仅开通高速场。在商杭客运专线建设过程中，施工部门对宁杭高速场进行了扩建工程，规模扩建至3台10线。2020年6月28日商杭客运专线合肥至湖州段开通，扩建部分投入使用。
湖州站2、3站台在投用后出现沉降现象，上海局集团杭州房建公寓段于2023年上半年对其进行整治，并进行无障碍设施和标识系统改造，为此湖州站于2023年4月15日起停办宁杭方向列车的客运业务，6月16日恢复。

## 车站結構

### 站房
2013年启用的新站房由中建北京国际设计顾问有限公司设计，主体结构长197.6米，宽50米，高23米（不含地下部分），建筑面积19920平方米:259。站房以两层为主，局部三层，其外观取意唐代诗人张志和《渔歌子》“西塞山前白鹭飞，桃花流水鳜鱼肥”的诗句，主体设计为白鹭造型，具备地域特色。宁杭高速场为高架进站，地下通道出站。
- 车站站房
- 进站口
- 二层候车室

### 站场
湖州站站场规模为5台14线（含普速场）。高速场于2013年7月1日开通，运营初期规模为3台7线，后扩建至3台10线，沪苏湖和合杭高铁正线外包高速场；普速场规模2台4线，不办理客运业务，并设有通往港区和粮库的专用线。
| 东↑  | 站房 |                                                                   |  |
|      | 侧式 |                                                                   |  |
| 1道  | 1    | 高速场 沪苏湖高速铁路 到发线（康山线路所）                        |  |
| Ⅱ道  |      | （安吉站）高速场 合杭高速铁路 下行正线 往桐庐站方向（妙西线路所） |  |
| 3道  | 2    | 高速场 到发线                                                     |  |
|      | 岛式 |                                                                   |  |
| 4道  | 3    | 高速场 到发线                                                     |  |
| Ⅴ道  |      | （长兴站）客专场 宁杭高速铁路 下行正线 往杭州东站方向（德清站）   |  |
| Ⅵ道  |      | （长兴站）客专场 宁杭高速铁路 上行正线 往南京南站方向（德清站）   |  |
| 7道  | 4    | 高速场 到发线                                                     |  |
|      | 岛式 |                                                                   |  |
| 8道  | 5    | 高速场 到发线                                                     |  |
| Ⅸ道  |      | （安吉站）高速场 合杭高速铁路 上行正线 往合肥站方向（妙西线路所） |  |
| 10道 | 6    | 高速场 沪苏湖高速铁路 到发线（康山线路所）                        |  |
|      | 岛式 |                                                                   |  |
| 11道 | 7    | 普速场 到发线                                                     |  |
| Ⅻ道  |      | （湖州西站）普速场 宣杭铁路 下行正线 往杭州站方向（妙西站）       |  |
| ⅩⅢ道 |      | （湖州西站）普速场 宣杭铁路 上行正线 往宣城站方向（妙西站）       |  |
| 14道 | 8    | 普速场 到发线                                                     |  |
|      | 侧式 |                                                                   |  |
| 西↓  |      |                                                                   |  |

## 接驳交通

### 公交
| 线路   | 途经车站 |
| ------ | --- |
| 13路   | 绿色车站-公交公司-南园路口-妇保院-府庙-第一医院-众鑫广场-大会堂-浙北大厦-中心医院-百合公寓-红丰家园-江南车城-亿丰国际建材城-龙头山-盛湾-康山-息家兜-高铁湖州站 |
| 25路   | 渔人码头-太湖纪念碑-造纸厂-蒋家圩-水产村-白花港-白雀中学-水波村-南皋桥-七家田-金家兜-塘塔村-垄山花园-市检察院-报业大楼-行政中心-科博中心-仁皇山庄-仁皇山公园（东）-公安大楼-凤凰农贸市场-龙凤小区-开发区管委会-龙溪大桥-百合公寓-红丰家园-江南车城-亿丰国际建材城-高铁湖州站 |
| 29路   | 浙北大厦-仪凤桥-中医院-九八医院-车站新村-浅水湾-星汇半岛-新城国际（北）-亿丰赛格数码城-敬业路-亿丰国际建材城（东）-亿丰国际建材城-龙头山-盛湾-康山-息家兜-高铁湖州站 |
| 39路   | 职业技术学院-湖州师院-潜庄-东白鱼潭-湖州四中-阳光城-美都花苑-凤凰农贸市场-新华保险-金世纪·铭城-金世纪广场-江南车城-亿丰国际建材城-高铁湖州站 |
| 40路   | 浙北高速客运中心-七里亭一村-高铁湖州站 |
| 42路   | 东湖家园一区-十一中-都市家园一区-莲花庄-九八医院-枫丹白露花园大酒店-红丰新村-江南粮贸市场-清河家园-花鸟市场-江南车城-亿丰国际建材城-高铁湖州站 |
| 201路B | 大转盘-栖梧桥-织里医院-运管所-棉布城-商城路口-金洁路口-珍贝路口-栋梁路口（南）-中央府邸（秦家港）-中国童装城-下庄-多媒体产业园-吴兴高级中学（北）-吴兴区政府-第三医院-富田家园-韵海苑-交通医院-吉山三村                                                                      |